# Grande Prémio Liberty Seguros
O Grande Prémio Liberty Seguros (oficialmente: GP Liberty Seguros-Troféu Sudoeste Alentejano e Costa Vicentina) foi uma carreira ciclista por etapas portuguesa patrocinada pela empresa homónima.
A primeira edição, em 2009, foi sobre 5 etapas e as seguintes têm variado sobre 3 e 4.
Desde 2009 até 2012 foi uma corrida amadora. A partir do 2015 incluiu-se no calendário do UCI Europe Tour em categoria 2.2
Entre 2017 e 2018 passou-se a disputar em Forma de troféu através das clássicas Prova de Abertura, Clássica da Arrábida e Clássica Aldeias do Xisto

## Palmarés
| Ano                                                                  | Vencedor                                                             | Segundo                                                              | Terceiro                                                             |
| GP de Liberty Seguros - Troféu Sudoeste Alentejano e Costa Vicentina | GP de Liberty Seguros - Troféu Sudoeste Alentejano e Costa Vicentina | GP de Liberty Seguros - Troféu Sudoeste Alentejano e Costa Vicentina | GP de Liberty Seguros - Troféu Sudoeste Alentejano e Costa Vicentina |
| -------------------------------------------------------------------- | -------------------------------------------------------------------- | -------------------------------------------------------------------- | -------------------------------------------------------------------- |
| 2009                                                                 | Daniel Eduardo Silva                                                 | Rui Costa                                                            | Tiago Machado                                                        |
| 2010                                                                 | Santi Pérez                                                          | David Blanco                                                         | André Cardoso                                                        |
| 2011                                                                 | Sérgio Ribeiro                                                       | Filippe Duarte                                                       | Samuel Caldeira                                                      |
| 2012                                                                 | Ricardo Mestre                                                       | Sergio Sousa                                                         | Alejandro Marque                                                     |
| GP Liberty Seguros - Volta às terras de Santa Maria                  |                                                                      |                                                                      |                                                                      |
| 2013                                                                 | Delio Fernández                                                      | Lluís Mas                                                            | Eduard Prades                                                        |
| 2014                                                                 | Rafael Silva                                                         | Sérgio Sousa                                                         | Nuno Ribeiro                                                         |
| GP Liberty Seguros - Troféu Sudoeste Alentejano e Costa Vicentina    |                                                                      |                                                                      |                                                                      |
| 2015                                                                 | Ruben Guerreiro                                                      | Paweł Bernas                                                         | Colin Joyce                                                          |
| GP Liberty Seguros - Troféu Alpendre                                 |                                                                      |                                                                      |                                                                      |
| 2016                                                                 | August Jensen                                                        | Will Routley                                                         | Vicente García de Mateos                                             |

### Palmarés por países
| País     | Vitórias |
| -------- | -------- |
| Portugal | 5        |
| Espanha  | 2        |
| Noruega  | 1        |

## Troféu Liberty Seguros
| Ano  | Vencedor                         | Segundo                    | Terceiro                |
| ---- | -------------------------------- | -------------------------- | ----------------------- |
| 2017 | Vicente García de Mateos 130 Pts | Amaro Antunes 125 pts      | Sergio Paulinho 120 pts |
| 2018 | Óscar Hernández 140 Pts          | Domingos Gonçalves 105 pts | Luis Mendonça 87 pts    |